# Анадолски пастирски пас
Анадолски пастирски (тур. Anadolu çoban köpeği) добио је име по својој земљи порекла - Анадолији, која се налази у централном делу Турске, у којој овај пас представља национални понос (ова пасмина се налази на поштанској маркици Турске). Овај пас је снажан, велики, има добар вид и слух. Уравнотежен и неустрашив без икакве агресивности, независан, веома интелигентан, поносан и достојан сваког поверења. Свом господару је привржен и одан.

## Основно
- Мужјак
  - Висина од 74 до 81 цм
  - Тежина од 50 до 65
- Женка
  - Висина од 71 до 79 цм
  - Тежина од 40 до 55

## Историја
Сматра се да је порекло овог пса изузетно старо и да јој преци датирају још од пре 6000 година. Лутање племена из централне Азије највероватније је довело до појаве првих мастиф типова пса, доведених у подручје у коме се сада налази Турска, а пасмине ловачких паса из јужних региона са собом су донеле агилност, дугоногост и резервисаност анадолским овчарима.
Због климе и земљишта овог подручја, локално становништво развило је номадски начин живота, који је зависио од стада оваца и коза. Заштита тих стада, али и самих пастира, од вукова и гепарда била је дужност огромних паса који су путовали са њима.
Анадолски пастирски пси своју највећу популарност у САД доживели су 1970-тих година, када су увезени у ову земљу. Тада је и основан "клуб анадолских овчара" на иницијативу Роберта Баларда, америчког поморског официра који је након своје посете Турској постао фасциниран овом пасмином, па их је због тога почео узгајати у Калифорнији.  Из централне Турске у Уједињено Краљевство ову пасмину је увезла писац и археолог Чермијан Хаси.
Аустралија је увезла ову пасмину 1985. године ради чувања стада, људи и имања. Аустралијско овчарско и козје предузетништво је допринело прихватању ове пасмине као пастирског пса.

## Карактеристике пса

### Нарав
Ова раса се сматра заштитником стада или псом чуваром. Као такав, узгојен је да живи са стадом и да их посматра као нешто своје. Док је штене прихвата свакога са ким живи, било да је то породица или стадо оваца. Међутим, како расте, преузима улогу пса заштитника. Анадолском пастирском псу није битно да ли је његово стадо људско или животњиско - он постаје изузетно заштитан. Одрасли пси су неповерљиви према странцима.
Анадолски пастирски пас спада у најхрабрије псе на свету. Самосталан је, уравнотежен, без агресивности и смирен. Потребна је рана социјализација како би се слагао са осталим животињама, а потребан му је ауторитативан власник, нежан али и доследан у својој улози вође чопора.
Према деци је нежан и заштитнички настројен. Али, због своје величине, ова пасмина највише одговара породицама са старијом децом. Може доћи до проблема ако грубу дечију игру схвати као претњу. Најбоље решење је да, уколико имате ову расу и малу децу, да пса одмалена обучавате, а децу научите како да се понашају према њему (да се не приближава псу док једе или спава, да му не одузима чинију са храном).

### Општи изглед
Ово је велики пас снажне, чврсте грађе, спада у највеће псе на свету. Длака му је кратка или полудуга, густа са дебелом подлаком. Могућа је велика разлика у дужини длаке због климатски услова. Нешто је дужа и дебља на врату и плећкама. Током зиме има тенденцију повећања дужине. Боја длаке може бити шарена, тиграста, бела, али најчешћа је жуто-смеђа са црном "маском" око очију.
Кретање му је веома уочљиво, равномерно са хармоничним покретима, са чврстом, равном леђном линијом, добро ношеним вратом и главом, те одаје утисак ловца који се прикрада.

## Нега и здравље
Он своје крзно одржава чистим, тако да није потребно пуно око одржавања крзна, тек за време лињања. Купање је дозвољено обављати 3-4 пута годишње. Прање зубе минимум 2-3 пута седмично, а скраћивање ноктију 1-2 месечно. Прање ушију се обавља једном недељно.
Анадолски пастирски пас је генерално здрава пасмина, али и њих могу погодити нека обољења, а то су дисплазија кука и лакта, торзија желуца.
Животни век је око 11 година. Године 2004. урађено је истраживање о здрављу ове расе од стране кинолошког савеза Велике Британије. Просечна животна доб 23 преминула пса (мали узорак) је била 10 година и 9 месеци, што је ниже од генералног просека од 11 година и 3 месеца. Ово је за 3-4 године дуже од других пасмина њихове величине, који су имали просечну дужину живота од 6-8 година.

## Кангал и анадолски пастирски пас
Међународна кинолошка федерација је у јуну 2018. године одлучила да кангал и анадолски пастирски пас припадају једној пасмини. Стога је раса преименована из анадолски пастирски пас у кангал а стандард пасмине је ажуриран. 
Кинолошки савез Велике Британије је објавио да признаје кангала као расу одвојену од анадолског пастирског пса, што је ступило на снагу од јула 2013. године. Такође се наводи да су пси који су тренутно регистровани као анадолски пастирски пси могу уместо тога бити (где је то одговарајуће) регистровани као кангали.
Аустралијски национални кинолошки савез од 1. јануара 2012. године не признаје кангала као расу одвојену од анадолског пастирског пса.
Уједињени кинолошки савез и новозеландски кинолошки савез признају кангала као расу одвојену од анадолског пастирског пса, за разлику од америчког кинолошког савеза који то сматра једном расом.